# Europese kampioenschappen synchroonzwemmen 2016
Het synchroonzwemmen tijdens de Europese kampioenschappen zwemsporten 2016 vond plaats van 9 tot en met 13 mei 2016 in het London Aquatics Centre in Londen, Verenigd Koninkrijk.

## Programma
|  | Voorronde |  | Finale |

| Onderdeel          | Mei  | Mei  | Mei  | Mei  | Mei  |
| Onderdeel          | 9    | 10   | 11   | 12   | 13   |
| Solo               | Solo | Solo | Solo | Solo | Solo |
| ------------------ | ---- | ---- | ---- | ---- | ---- |
| Technische routine |      |      |      | Goud |      |
| Vrije routine      |      | Goud |      |      |      |
| Duet               |      |      |      |      |      |
| Technische routine |      |      |      |      | Goud |
| Vrije routine      |      |      | Goud |      |      |
| Gemengd duet       |      |      |      |      |      |
| Technische routine |      |      |      |      | Goud |
| Vrije routine      |      |      | Goud |      |      |
| Team               |      |      |      |      |      |
| Technische routine | Goud |      |      |      |      |
| Vrije routine      |      |      |      |      | Goud |
| Combinatie         |      |      |      | Goud |      |
| Totaal             | 1    | 1    | 2    | 2    | 3    |

### Medaillewinnaars
| Onderdeel          | Goud | Goud    | Zilver | Zilver  | Brons | Brons   |
| Solo               | Solo | Solo    | Solo | Solo    | Solo | Solo    |
| ------------------ | --- | ------- | --- | ------- | --- | ------- |
| Technische routine | Svetlana Romasjina | 93.8865 | Anna Voloshyna | 90.7289 | Linda Cerruti | 87.1493 |
| Vrije routine      | Natalja Isjtsjenko | 96.4000 | Anna Voloshyna | 93.4000 | Linda Cerruti | 89.4333 |
| Duet               | |         | |         | |         |
| Technische routine | Rusland Natalja Isjtsjenko Svetlana Romasjina | 95.1900 | Oekraïne Lolita Ananasova Anna Voloshyna | 91.7249 | Italië Linda Cerruti Costanza Ferro | 88.3564 |
| Vrije routine      | Rusland Natalja Isjtsjenko Svetlana Romasjina | 96.9000 | Oekraïne Lolita Ananasova Anna Voloshyna | 93.3333 | Italië Linda Cerruti Costanza Ferro | 91.2667 |
| Gemengd duet       | |         | |         | |         |
| Technische routine | Rusland Aleksandr Maltsev Mikhaela Kalancha | 89.0902 | Italië Manila Flamini Giorgio Minisini | 86.1772 | Spanje Berta Ferreras Pau Ribes | 82.0645 |
| Vrije routine      | Rusland Aleksandr Maltsev Mikhaela Kalancha | 90.4667 | Italië Mariangela Perrupato Giorgio Minisini | 87.4667 | Spanje Berta Ferreras Pau Ribes | 86.5667 |
| Team               | |         | |         | |         |
| Technische routine | Rusland Vlada Chigireva Marina Goliadkina Svetlana Kolesnichenko Alexandra Patskevich Elena Prokofyeva Alla Shishkina Maria Shurochkina Gelena Topilina Liliia Nizamova (reserve) Darina Valitova (reserve)                                                  | 94.0994 | Oekraïne Lolita Ananasova Olena Grechykhina Daria Iushko Oleksandra Sabada Kateryna Sadurska Anastasiya Savchuk Kseniya Sydorenko Anna Voloshyna Olha Kondrashova (reserve) Olha Zolotarova (reserve)                                     | 92.0844 | Italië Elisa Bozzo Beatrice Callegari Camilla Cattaneo Francesca Deidda Costanza Ferro Manila Flamini Mariangela Perrupato Sara Sgarzi Linda Cerruti (reserve) Gemma Galli (reserve)           | 88.9053 |
| Vrije routine      | Oekraïne Lolita Ananasova Olena Grechykhina Daria Iushko Oleksandra Sabada Kateryna Sadurska Anastasiya Savchuk Kseniya Sydorenko Anna Voloshyna Oleksandra Kashuba (reserve) Olha Kondrashova (reserve) Kateryna Reznik (reserve) Olha Zolotarova (reserve) | 94.0000 | Italië Elisa Bozzo Beatrice Callegari Camilla Cattaneo Linda Cerruti Francesca Deidda Costanza Ferro Manila Flamini Mariangela Perrupato Sara Sgarzi Costanza Di Camillo (reserve) Gemma Galli (reserve)                                  | 91.2333 | Italië Elisa Bozzo Beatrice Callegari Camilla Cattaneo Francesca Deidda Costanza Ferro Manila Flamini Mariangela Perrupato Sara Sgarzi Linda Cerruti (reserve) Gemma Galli (reserve)           | 88.9053 |
| Combinatie         | Rusland Vlada Chigireva Marina Goliadkina Svetlana Kolesnichenko Liliia Nizamova Alexandra Patskevich Elena Prokofyeva Alla Shishkina Maria Shurochkina Darina Valitova Gelena Topilina Mikhaela Kalancha (reserve)                                          | 96.5000 | Oekraïne Lolita Ananasova Olena Grechykhina Daria Iushko Ekaterina Reznik Oleksandra Sabada Kateryna Sadurska Anastasiya Savchuk Kseniya Sydorenko Anna Voloshyna Olha Zolotarova Oleksandra Kashuba (reserve) Olha Kondrashova (reserve) | 93.4333 | Italië Elisa Bozzo Beatrice Callegari Camilla Cattaneo Linda Cerruti Francesca Deidda Costanza Ferro Manila Flamini Gemma Galli Mariangela Perrupato Sara Sgarzi Costanza Di Camillo (reserve) | 90.9333 |

### Medaillespiegel
| Plaats | Land     | Goud | Zilver | Brons | Totaal |
| 1      | Rusland  | 8    | 0      | 0     | 8      |
| 2      | Oekraïne | 1    | 6      | 0     | 7      |
| 3      | Italië   | 0    | 3      | 6     | 9      |
| 4      | Spanje   | 0    | 0      | 3     | 3      |
| Totaal | Totaal   | 9    | 9      | 9     | 27     |

Langebaanzwemmen ·
schoonspringen · 
synchroonzwemmen
Onderdeel van de Europese kampioenschappen zwemsporten:

Wenen 1974 · 
Jönköping 1977 · 
Split 1981 · 
Rome 1983 · 
Sofia 1985 · 
Straatsburg 1987 · 
Bonn 1989 · 
Athene 1991 · 
Sheffield 1993 · 
Wenen 1995 · 
Sevilla 1997 · 
Istanboel 1999 · 
Helsinki 2000 · 
Berlijn 2002 · 
Madrid 2004 · 
Boedapest 2006 · 
Eindhoven 2008 · 
Boedapest 2010 · 
Eindhoven 2012 · 
Berlijn 2014 · 
Londen 2016 · 
Glasgow 2018 · 
Boedapest 2020 · 
Rome 2022 · 
Belgrado 2024 · 
Funchal 2025